# DVD 플레이어 (macOS)
DVD 플레이어(DVD Player, 이전 명칭: 애플 DVD 플레이어/Apple DVD Player)는 macOS용 DVD 플레이어이다. 다중 오디오, 비디오 및 자막 트랙, 돌비 디지털 5.1 패스스루, DVD 접근 URL, 클로즈드 캡션 등 모든 표준 DVD 기능들을 지원한다. 또, 사용자는 VOB 파일을 선택해서 열 수 있다. DVD 플레이어는 DVD 스튜디오 프로와 iDVD로 만든 DVD(DVD 스튜디오 프로로 만든 HD DVD 포함)와 완전히 호환된다.
macOS 모하비 기준으로 64비트로 업데이트되었으며 새로운 아이콘으로 변경되었으며 터치 바 지원이 개선되었다.